# Ley de Puertos Francos de Canarias

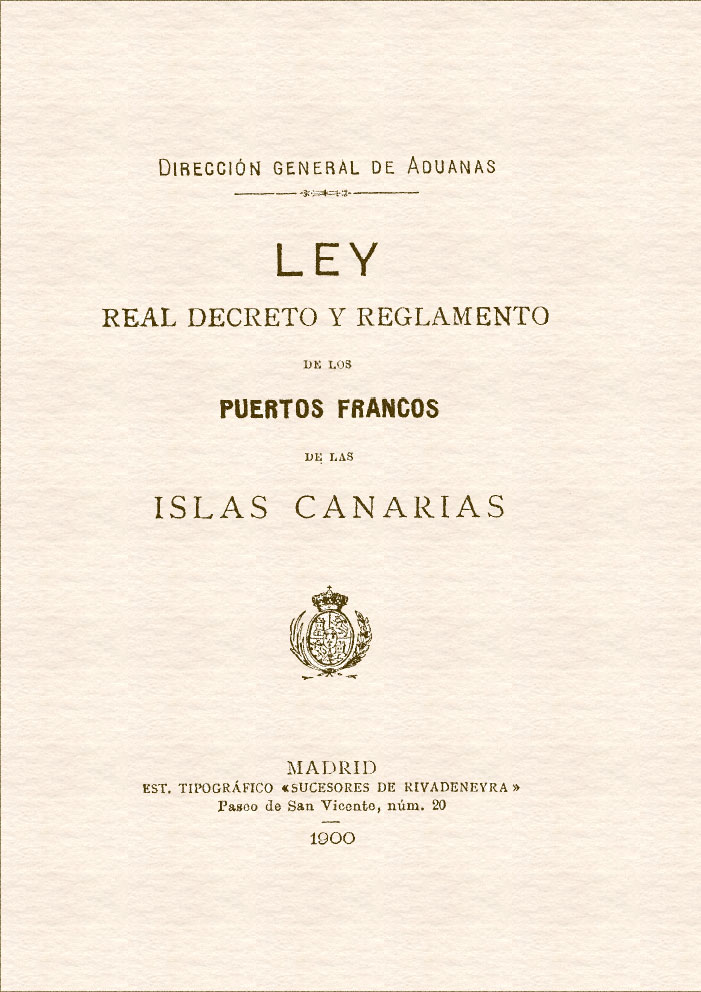
Normativa sobre los Puertos Francos publicada en 1900.

La Ley de Puertos Francos de Canarias fue una ley española promulgada por el ministro Raimundo Fernández Villaverde en 1900. 
Anteriormente fue un real decreto impulsado por Juan Bravo Murillo en 1852.
La Ley de Puertos Francos se componía de un conjunto de medidas económicas que vino a suponer la liberalización de la entrada y salida de mercancías del archipiélago canario, impulsando desde entonces la economía isleña y constituyendo un importante incentivo fiscal para el comercio con y desde las islas.
Esta ley provocó un notable crecimiento de la economía de las islas, favoreciendo el comercio y la exportación del plátano y el tomate con el continente europeo desde principios del siglo XX.
Los efectos beneficiosos de la ley duraron hasta entrado el tercer cuarto del siglo XX, cuando los Puertos Francos perdieron su atractivo como incentivo fiscal con la implantación del Régimen Económico y Fiscal de Canarias (REF) y el mercado único europeo.[cita requerida]
Perdida su condición de puerto franco, surge la necesidad de establecer medidas que permitieran equilibrar y recuperar, al menos en parte, esta libertad comercial y fiscal que históricamente había venido disfrutando Canarias. Una de estas medidas es una Zona Franca, y es en este contexto donde debemos situar la creación de la Zona Franca de Gran Canaria en el año 1998, fecha en la cual el Ministerio de Economía y Hacienda, autorizó la creación de una Zona Franca en Las Palmas de Gran Canaria creación, así como la Zona Franca de Tenerife en el año 2006, fecha en la cual el Ministerio de Economía y Hacienda, mediante la Orden EHA/93/2006, autorizó la creación de la Zona Franca de Control Tipo II en el Puerto de Santa Cruz de Tenerife.